# Die Lust am Text
Die Lust am Text (französisch Le plaisir du texte) ist ein 1973 (dt. 1974) erschienener Essay von Roland Barthes. Er gilt als einer der paradigmatischen Texte des Poststrukturalismus und als Klassiker der neuen französischen Literaturkritik. Rückblickend hat Barthes selbst diesen Text als Beginn einer neuen Phase seines Denkens bezeichnet. Mit diesem Essay wendet er sich von seinem strengen, semiologisch orientierten Systemdenken des Strukturalismus ab. Zugleich werden Einflüsse durch die Psychoanalyse, Kristeva, Derrida und Nietzsche, den er mehrfach zitiert, deutlich.

## Form
Der Essay besteht aus einer unsystematisch zueinander in Bezug gesetzten Reihe von Aphorismen und Sentenzen. Inhaltlich vermittelt das Buch kein eindeutiges Ergebnis, seine Aussagen stehen oft in Widerspruch zueinander. Auch unterscheiden die Abschnitte sich in ihrem Charakter: Wir finden kleine Erzählungen, politische Traktate, feuilletonistische Abhandlungen, philosophische Überlegungen, spielerisches Brainstorming. Es ist dies eine Form, die an die Moralistik, d. h. an philosophische Texte, die sich mit dem guten und dem bösen, dem moralisch richtigen oder falschen Leben auseinandersetzen, anknüpft. (Damit steht er in der Tradition von Abaelards Sic et Non.) Dies geht so weit, dass er identische Begriffe in unterschiedlichen und sich teilweise ausschließenden Bedeutungen verwendet. Damit fordert er in diesem Text selbst die Herangehensweise ein, die er in den Aphorismen beschreibt: Eine Leseform, die sich zunächst von „Bedeutung“, „Sinn“ und „Verstehen“ verabschieden muss.

## Inhalt
Die Lust am Text beschreibt den Leseakt. Dabei greift Barthes nicht auf klassische Texte zurück, wie andere Literaturtheoretiker wie z. B. Wolfgang Iser dies in ihren Theorien tun, sondern beschäftigt sich mit modernistischen Texten, die bereits eine bestimmte Lektüreform hervorrufen. Er sucht sich Texte aus, die keine feste Bedeutung vermitteln, sondern diese im freien Spiel der Wörter auflösen. Feste Denksysteme, von Barthes als ideologisch und repressiv begriffen, sollen in diesen Texten durch ein endloses Gleiten und Vermischen von Sprache zerstört werden. Die Herangehensweise an diese Texte ist – so Barthes – weniger von einer Hermeneutik, also von einem Verstehen-wollen geprägt, als vielmehr von einer Erotik. Es ist unmöglich, die Zeichen auf eine bestimmte Bedeutung festzulegen. Dem Leser bleibt im quälend-verlockenden Treiben und kurzzeitigen provozierenden Aufblitzen von Sinn und Bedeutung zu schwelgen. Der Leser muss sich dem Text hingeben, eine andere Möglichkeit der Annäherung an den Text hat er nicht.
Barthes unterscheidet dabei zwei Formen von Lust: 
1. Die erste – plaisir – ist die herkömmliche Form: Der Leser genießt es, Sinn herzustellen und ein kohärentes System aus den vorliegenden Textelementen aufzubauen. Er versteht den Text innerhalb seiner persönlichen Denkstruktur und genießt es, sich seines Selbst zu versichern. Sie steht zum einen im Widerspruch zur zweiten, ist aber andererseits auch ihre Voraussetzung.
2. Diese zweite – jouissance – ist mit „Wollust“ zu übersetzen: Nicht nur der Text, sondern auch das menschliche Selbst bricht zusammen. Texte dieser Art verunsichern, lenken dabei das Augenmerk auf die Sprache selbst und nicht mehr auf den Inhalt. In einem masochistischen Akt sprengt der modernistische Text die festgefügte kulturelle Identität des Lesers. Der gibt sich ganz dem auflösenden Zeichentreiben hin. Dies bedeutet eine neue Glückseligkeit des Lesers, die dem sexuellen Orgasmus gleichzusetzen ist.

Damit ist eine bestimmte Voraussetzung des zu lesenden Textes gegeben: Er muss als Körper verstanden werden. Zunehmend begreift Barthes den Leseakt als Akt der Hingabe und der Disziplinüberschreitung. Der Leser löst sich im Text auf, wird zu dessen Anagramm und von diesem sinnlich aufgenommen. Fluchtpunkt von Barthes Gedanken ist eine konsequente Ästhetik der Lust, die den Text zu einer zum Körper gehörenden und gleichzeitig den Leser verkörpernden Stimme macht und durch die die bisherige Spaltung von Logos und Eros aufgehoben werden soll.

## Kritik
Eine Kritik an dieser Technik der Literaturaneignung formuliert Terry Eagleton: Die inhaltliche Kritik an diesem System muss an der privatistischen Herangehensweise aufgebaut werden. So verrät diese Theorie ein generelles Unbehagen am systematischen Denken und ignoriert, dass der Leser in einen historischen Prozess eingeordnet ist. Jeder Leser trifft eingebunden in ein soziales und historisches System auf einen Text. Der Dialog mit dem Text, der die Sprache auflöst und absolute Hingabe mit sich bringt, setzt – so Eagleton – eine Existenz im rein ästhetischen Vakuum (und somit eine Laboratmosphäre) voraus, das auf diese Weise nie in einem Leseakt existiert.

## Ausgabe
- Roland Barthes: Die Lust am Text. Übersetzt Von Traugott König. Suhrkamp, Frankfurt am Main 1974, ISBN 3-518-01378-5.